# Pays des Arimes
Le pays des Arimes (ou les Arimes) est le nom d'une montagne de Cilicie (Troade) et de sa région (ou du peuple qui l'habite), repaire mythique d'Échidna et Typhon, qui y habitent sous terre, dans une caverne. C'est sur ce territoire que Zeus vainquit Typhon. Le lieu est, en fait, purement mythique (il est spécifique du mythe de Typhon), mais a fait l'objet de nombreux débats, aussi bien chez les Anciens que chez les Modernes, pour en déterminer l'emplacement géographique.
Ce « pays des Arimes » apparaît dans l'Iliade (II, 781-783) et sert de gîte à Typhée. Zeus frappe la terre autour de Typhée. Homère ne donne aucune autre précision.

## Sources
- Hésiode, Théogonie [détail des éditions] [lire en ligne], v. 295, 304, 305 et suiv.
- Homère, Iliade [détail des éditions] [lire en ligne] (II, 781-783).